# Reglen om udebanemål
Reglen om udebanemål er en metode, som i fodbold og håndbold benyttes til at finde vinderen af to playoff-kampe, der samlet er endt uafgjort. Reglen siger, at det hold, som har scoret flest mål på udebane, samlet vinder. Den benyttes ofte i cupturneringer og andre typer af turneringer, der spilles efter knockout-princippet. Hvis reglen ikke kan afgøre kampen (når de to hold har scoret det samme antal udebanemål) fortsætter kampen typisk i forlænget spilletid, og hvis stillingen stadig er lige, kan kampen blive afgjort i en straffesparks- eller straffekastkonkurrence.
| Fodbold | Spire Denne artikel om fodbold er en spire som bør udbygges. Du er velkommen til at hjælpe Wikipedia ved at udvide den. |